# Råda flygbas
Råda flygbas (IATA: -, ICAO: ESFR) är en militär flygplats strax norr om riksväg 44 cirka 6 km väster om Lidköping i Västra Götalands län.

## Historik
Flygbasen började att anläggas i maj 1940 med byggnation av en huvudbana och juni 1943 utökades basen med 3 stycken rullbanor på 900 meter vardera. 1954 anlades en ny huvudbana på 2000 meter. Flygbasen är utbyggd både till Bas 60 och senare Bas 90-systemen. Vid utbyggnaden till Bas 90 slogs basen samman med Såtenäs flygplats och bildade därmed en så kallad parbas, och blev därmed Råda-Såtenäs. Flygbasen var en av fyra som räknades in i de så kallade Västgötabaserna.
Råda flygbas används av Försvarsmakten som en så kallad Bare base, det vill säga en flygbas utan permanenta byggnader, för flygträning av TP 84 samt helikopterburna förband. Den 22 maj 2018 kom flygplatsen åter användas av stridsflygplan, då en rote JAS 39 Gripen från Skaraborgs flygflottilj landade och startade från flygplatsen, vilket var första gången på 13 år som Gripen landade på Råda. Det som ett moment i utveckla förmåga att använda alternativa start- och landningsplatser med rörlig flygtrafikledning.